# خوخه (شهرستان اوک)
خوخه (به لهستانی:  Chełchy) یک روستا در لهستان است که در گمینا اوک واقع شده‌است.